# قزل درق
قزل درق هي قرية في مقاطعة خلخال، إيران. عدد سكان هذه القرية هو 161 في سنة 2006.